# Obertura Mieses
L'obertura Mieses és una obertura d'escacs que comença amb el moviment:
1. d3
L'obertura pren el nom del Gran Mestre anglo-germànic Jacques Mieses. És considerada una obertura irregular, per això està classificada amb el codi A00 de l'Enciclopèdia d'Obertures d'Escacs (ECO).
|  |

## Descripció
La jugada de les blanques 1.d3 obre l'alfil de c1 i fa una demanda modesta per al centre, però ja no ho fa amb la intensitat tan gran com 1.d4 ho fa, i per això no és un moviment d'obertura popular. Dels vint possibles moviments inicials que pot moure les peces blanques, aquesta jugada ocupa el desè lloc en popularitat. No obstant això, amb 1...d6 que poden jugar les negres contra qualsevol moviment d'obertura de les blanques. Les negres tenen moltes respostes raonables, com ara 1...e5, 1...d5, 1...c5, 1...Cf6, i 1...g6.
Una famosa partida on es va utilitzar aquesta obertura és la tercera partida a la partida entre Garri Kaspàrov i l'ordinador Deep Blue el 1997. Kasparov va creure que la màquina jugaria l'obertura malament si hagués de confiar en les seves pròpies habilitats i no en el seu llibre d'obertures. La partida va acabar en taules. Va ser utilitzada prèviament per David Levy en una partida contra l'ordinador Cray Blitz, on les blanques varen guanyar.

## Partida il·lustrativa
|   | a | b | c | d | e | f | g | h |   |
| 8 | a8 negres torre · b8 negres torre · d8 negres alfil · h8 negres rei · f7 negres peó · g7 negres peó · h7 negres alfil · a6 negres peó · c6 negres cavall · d6 negres peó · f6 negres cavall · h6 negres peó · c5 negres peó · d5 blanques cavall · f5 blanques peó · c4 blanques peó · e4 blanques peó · c3 blanques cavall · d3 blanques peó · a2 blanques torre · d2 blanques alfil · h2 blanques peó · d1 blanques alfil · f1 blanques torre · g1 blanques rei | a8 negres torre · b8 negres torre · d8 negres alfil · h8 negres rei · f7 negres peó · g7 negres peó · h7 negres alfil · a6 negres peó · c6 negres cavall · d6 negres peó · f6 negres cavall · h6 negres peó · c5 negres peó · d5 blanques cavall · f5 blanques peó · c4 blanques peó · e4 blanques peó · c3 blanques cavall · d3 blanques peó · a2 blanques torre · d2 blanques alfil · h2 blanques peó · d1 blanques alfil · f1 blanques torre · g1 blanques rei | a8 negres torre · b8 negres torre · d8 negres alfil · h8 negres rei · f7 negres peó · g7 negres peó · h7 negres alfil · a6 negres peó · c6 negres cavall · d6 negres peó · f6 negres cavall · h6 negres peó · c5 negres peó · d5 blanques cavall · f5 blanques peó · c4 blanques peó · e4 blanques peó · c3 blanques cavall · d3 blanques peó · a2 blanques torre · d2 blanques alfil · h2 blanques peó · d1 blanques alfil · f1 blanques torre · g1 blanques rei | a8 negres torre · b8 negres torre · d8 negres alfil · h8 negres rei · f7 negres peó · g7 negres peó · h7 negres alfil · a6 negres peó · c6 negres cavall · d6 negres peó · f6 negres cavall · h6 negres peó · c5 negres peó · d5 blanques cavall · f5 blanques peó · c4 blanques peó · e4 blanques peó · c3 blanques cavall · d3 blanques peó · a2 blanques torre · d2 blanques alfil · h2 blanques peó · d1 blanques alfil · f1 blanques torre · g1 blanques rei | a8 negres torre · b8 negres torre · d8 negres alfil · h8 negres rei · f7 negres peó · g7 negres peó · h7 negres alfil · a6 negres peó · c6 negres cavall · d6 negres peó · f6 negres cavall · h6 negres peó · c5 negres peó · d5 blanques cavall · f5 blanques peó · c4 blanques peó · e4 blanques peó · c3 blanques cavall · d3 blanques peó · a2 blanques torre · d2 blanques alfil · h2 blanques peó · d1 blanques alfil · f1 blanques torre · g1 blanques rei | a8 negres torre · b8 negres torre · d8 negres alfil · h8 negres rei · f7 negres peó · g7 negres peó · h7 negres alfil · a6 negres peó · c6 negres cavall · d6 negres peó · f6 negres cavall · h6 negres peó · c5 negres peó · d5 blanques cavall · f5 blanques peó · c4 blanques peó · e4 blanques peó · c3 blanques cavall · d3 blanques peó · a2 blanques torre · d2 blanques alfil · h2 blanques peó · d1 blanques alfil · f1 blanques torre · g1 blanques rei | a8 negres torre · b8 negres torre · d8 negres alfil · h8 negres rei · f7 negres peó · g7 negres peó · h7 negres alfil · a6 negres peó · c6 negres cavall · d6 negres peó · f6 negres cavall · h6 negres peó · c5 negres peó · d5 blanques cavall · f5 blanques peó · c4 blanques peó · e4 blanques peó · c3 blanques cavall · d3 blanques peó · a2 blanques torre · d2 blanques alfil · h2 blanques peó · d1 blanques alfil · f1 blanques torre · g1 blanques rei | a8 negres torre · b8 negres torre · d8 negres alfil · h8 negres rei · f7 negres peó · g7 negres peó · h7 negres alfil · a6 negres peó · c6 negres cavall · d6 negres peó · f6 negres cavall · h6 negres peó · c5 negres peó · d5 blanques cavall · f5 blanques peó · c4 blanques peó · e4 blanques peó · c3 blanques cavall · d3 blanques peó · a2 blanques torre · d2 blanques alfil · h2 blanques peó · d1 blanques alfil · f1 blanques torre · g1 blanques rei | 8 |
| 7 | a8 negres torre · b8 negres torre · d8 negres alfil · h8 negres rei · f7 negres peó · g7 negres peó · h7 negres alfil · a6 negres peó · c6 negres cavall · d6 negres peó · f6 negres cavall · h6 negres peó · c5 negres peó · d5 blanques cavall · f5 blanques peó · c4 blanques peó · e4 blanques peó · c3 blanques cavall · d3 blanques peó · a2 blanques torre · d2 blanques alfil · h2 blanques peó · d1 blanques alfil · f1 blanques torre · g1 blanques rei | a8 negres torre · b8 negres torre · d8 negres alfil · h8 negres rei · f7 negres peó · g7 negres peó · h7 negres alfil · a6 negres peó · c6 negres cavall · d6 negres peó · f6 negres cavall · h6 negres peó · c5 negres peó · d5 blanques cavall · f5 blanques peó · c4 blanques peó · e4 blanques peó · c3 blanques cavall · d3 blanques peó · a2 blanques torre · d2 blanques alfil · h2 blanques peó · d1 blanques alfil · f1 blanques torre · g1 blanques rei | a8 negres torre · b8 negres torre · d8 negres alfil · h8 negres rei · f7 negres peó · g7 negres peó · h7 negres alfil · a6 negres peó · c6 negres cavall · d6 negres peó · f6 negres cavall · h6 negres peó · c5 negres peó · d5 blanques cavall · f5 blanques peó · c4 blanques peó · e4 blanques peó · c3 blanques cavall · d3 blanques peó · a2 blanques torre · d2 blanques alfil · h2 blanques peó · d1 blanques alfil · f1 blanques torre · g1 blanques rei | a8 negres torre · b8 negres torre · d8 negres alfil · h8 negres rei · f7 negres peó · g7 negres peó · h7 negres alfil · a6 negres peó · c6 negres cavall · d6 negres peó · f6 negres cavall · h6 negres peó · c5 negres peó · d5 blanques cavall · f5 blanques peó · c4 blanques peó · e4 blanques peó · c3 blanques cavall · d3 blanques peó · a2 blanques torre · d2 blanques alfil · h2 blanques peó · d1 blanques alfil · f1 blanques torre · g1 blanques rei | a8 negres torre · b8 negres torre · d8 negres alfil · h8 negres rei · f7 negres peó · g7 negres peó · h7 negres alfil · a6 negres peó · c6 negres cavall · d6 negres peó · f6 negres cavall · h6 negres peó · c5 negres peó · d5 blanques cavall · f5 blanques peó · c4 blanques peó · e4 blanques peó · c3 blanques cavall · d3 blanques peó · a2 blanques torre · d2 blanques alfil · h2 blanques peó · d1 blanques alfil · f1 blanques torre · g1 blanques rei | a8 negres torre · b8 negres torre · d8 negres alfil · h8 negres rei · f7 negres peó · g7 negres peó · h7 negres alfil · a6 negres peó · c6 negres cavall · d6 negres peó · f6 negres cavall · h6 negres peó · c5 negres peó · d5 blanques cavall · f5 blanques peó · c4 blanques peó · e4 blanques peó · c3 blanques cavall · d3 blanques peó · a2 blanques torre · d2 blanques alfil · h2 blanques peó · d1 blanques alfil · f1 blanques torre · g1 blanques rei | a8 negres torre · b8 negres torre · d8 negres alfil · h8 negres rei · f7 negres peó · g7 negres peó · h7 negres alfil · a6 negres peó · c6 negres cavall · d6 negres peó · f6 negres cavall · h6 negres peó · c5 negres peó · d5 blanques cavall · f5 blanques peó · c4 blanques peó · e4 blanques peó · c3 blanques cavall · d3 blanques peó · a2 blanques torre · d2 blanques alfil · h2 blanques peó · d1 blanques alfil · f1 blanques torre · g1 blanques rei | a8 negres torre · b8 negres torre · d8 negres alfil · h8 negres rei · f7 negres peó · g7 negres peó · h7 negres alfil · a6 negres peó · c6 negres cavall · d6 negres peó · f6 negres cavall · h6 negres peó · c5 negres peó · d5 blanques cavall · f5 blanques peó · c4 blanques peó · e4 blanques peó · c3 blanques cavall · d3 blanques peó · a2 blanques torre · d2 blanques alfil · h2 blanques peó · d1 blanques alfil · f1 blanques torre · g1 blanques rei | 7 |
| 6 | a8 negres torre · b8 negres torre · d8 negres alfil · h8 negres rei · f7 negres peó · g7 negres peó · h7 negres alfil · a6 negres peó · c6 negres cavall · d6 negres peó · f6 negres cavall · h6 negres peó · c5 negres peó · d5 blanques cavall · f5 blanques peó · c4 blanques peó · e4 blanques peó · c3 blanques cavall · d3 blanques peó · a2 blanques torre · d2 blanques alfil · h2 blanques peó · d1 blanques alfil · f1 blanques torre · g1 blanques rei | a8 negres torre · b8 negres torre · d8 negres alfil · h8 negres rei · f7 negres peó · g7 negres peó · h7 negres alfil · a6 negres peó · c6 negres cavall · d6 negres peó · f6 negres cavall · h6 negres peó · c5 negres peó · d5 blanques cavall · f5 blanques peó · c4 blanques peó · e4 blanques peó · c3 blanques cavall · d3 blanques peó · a2 blanques torre · d2 blanques alfil · h2 blanques peó · d1 blanques alfil · f1 blanques torre · g1 blanques rei | a8 negres torre · b8 negres torre · d8 negres alfil · h8 negres rei · f7 negres peó · g7 negres peó · h7 negres alfil · a6 negres peó · c6 negres cavall · d6 negres peó · f6 negres cavall · h6 negres peó · c5 negres peó · d5 blanques cavall · f5 blanques peó · c4 blanques peó · e4 blanques peó · c3 blanques cavall · d3 blanques peó · a2 blanques torre · d2 blanques alfil · h2 blanques peó · d1 blanques alfil · f1 blanques torre · g1 blanques rei | a8 negres torre · b8 negres torre · d8 negres alfil · h8 negres rei · f7 negres peó · g7 negres peó · h7 negres alfil · a6 negres peó · c6 negres cavall · d6 negres peó · f6 negres cavall · h6 negres peó · c5 negres peó · d5 blanques cavall · f5 blanques peó · c4 blanques peó · e4 blanques peó · c3 blanques cavall · d3 blanques peó · a2 blanques torre · d2 blanques alfil · h2 blanques peó · d1 blanques alfil · f1 blanques torre · g1 blanques rei | a8 negres torre · b8 negres torre · d8 negres alfil · h8 negres rei · f7 negres peó · g7 negres peó · h7 negres alfil · a6 negres peó · c6 negres cavall · d6 negres peó · f6 negres cavall · h6 negres peó · c5 negres peó · d5 blanques cavall · f5 blanques peó · c4 blanques peó · e4 blanques peó · c3 blanques cavall · d3 blanques peó · a2 blanques torre · d2 blanques alfil · h2 blanques peó · d1 blanques alfil · f1 blanques torre · g1 blanques rei | a8 negres torre · b8 negres torre · d8 negres alfil · h8 negres rei · f7 negres peó · g7 negres peó · h7 negres alfil · a6 negres peó · c6 negres cavall · d6 negres peó · f6 negres cavall · h6 negres peó · c5 negres peó · d5 blanques cavall · f5 blanques peó · c4 blanques peó · e4 blanques peó · c3 blanques cavall · d3 blanques peó · a2 blanques torre · d2 blanques alfil · h2 blanques peó · d1 blanques alfil · f1 blanques torre · g1 blanques rei | a8 negres torre · b8 negres torre · d8 negres alfil · h8 negres rei · f7 negres peó · g7 negres peó · h7 negres alfil · a6 negres peó · c6 negres cavall · d6 negres peó · f6 negres cavall · h6 negres peó · c5 negres peó · d5 blanques cavall · f5 blanques peó · c4 blanques peó · e4 blanques peó · c3 blanques cavall · d3 blanques peó · a2 blanques torre · d2 blanques alfil · h2 blanques peó · d1 blanques alfil · f1 blanques torre · g1 blanques rei | a8 negres torre · b8 negres torre · d8 negres alfil · h8 negres rei · f7 negres peó · g7 negres peó · h7 negres alfil · a6 negres peó · c6 negres cavall · d6 negres peó · f6 negres cavall · h6 negres peó · c5 negres peó · d5 blanques cavall · f5 blanques peó · c4 blanques peó · e4 blanques peó · c3 blanques cavall · d3 blanques peó · a2 blanques torre · d2 blanques alfil · h2 blanques peó · d1 blanques alfil · f1 blanques torre · g1 blanques rei | 6 |
| 5 | a8 negres torre · b8 negres torre · d8 negres alfil · h8 negres rei · f7 negres peó · g7 negres peó · h7 negres alfil · a6 negres peó · c6 negres cavall · d6 negres peó · f6 negres cavall · h6 negres peó · c5 negres peó · d5 blanques cavall · f5 blanques peó · c4 blanques peó · e4 blanques peó · c3 blanques cavall · d3 blanques peó · a2 blanques torre · d2 blanques alfil · h2 blanques peó · d1 blanques alfil · f1 blanques torre · g1 blanques rei | a8 negres torre · b8 negres torre · d8 negres alfil · h8 negres rei · f7 negres peó · g7 negres peó · h7 negres alfil · a6 negres peó · c6 negres cavall · d6 negres peó · f6 negres cavall · h6 negres peó · c5 negres peó · d5 blanques cavall · f5 blanques peó · c4 blanques peó · e4 blanques peó · c3 blanques cavall · d3 blanques peó · a2 blanques torre · d2 blanques alfil · h2 blanques peó · d1 blanques alfil · f1 blanques torre · g1 blanques rei | a8 negres torre · b8 negres torre · d8 negres alfil · h8 negres rei · f7 negres peó · g7 negres peó · h7 negres alfil · a6 negres peó · c6 negres cavall · d6 negres peó · f6 negres cavall · h6 negres peó · c5 negres peó · d5 blanques cavall · f5 blanques peó · c4 blanques peó · e4 blanques peó · c3 blanques cavall · d3 blanques peó · a2 blanques torre · d2 blanques alfil · h2 blanques peó · d1 blanques alfil · f1 blanques torre · g1 blanques rei | a8 negres torre · b8 negres torre · d8 negres alfil · h8 negres rei · f7 negres peó · g7 negres peó · h7 negres alfil · a6 negres peó · c6 negres cavall · d6 negres peó · f6 negres cavall · h6 negres peó · c5 negres peó · d5 blanques cavall · f5 blanques peó · c4 blanques peó · e4 blanques peó · c3 blanques cavall · d3 blanques peó · a2 blanques torre · d2 blanques alfil · h2 blanques peó · d1 blanques alfil · f1 blanques torre · g1 blanques rei | a8 negres torre · b8 negres torre · d8 negres alfil · h8 negres rei · f7 negres peó · g7 negres peó · h7 negres alfil · a6 negres peó · c6 negres cavall · d6 negres peó · f6 negres cavall · h6 negres peó · c5 negres peó · d5 blanques cavall · f5 blanques peó · c4 blanques peó · e4 blanques peó · c3 blanques cavall · d3 blanques peó · a2 blanques torre · d2 blanques alfil · h2 blanques peó · d1 blanques alfil · f1 blanques torre · g1 blanques rei | a8 negres torre · b8 negres torre · d8 negres alfil · h8 negres rei · f7 negres peó · g7 negres peó · h7 negres alfil · a6 negres peó · c6 negres cavall · d6 negres peó · f6 negres cavall · h6 negres peó · c5 negres peó · d5 blanques cavall · f5 blanques peó · c4 blanques peó · e4 blanques peó · c3 blanques cavall · d3 blanques peó · a2 blanques torre · d2 blanques alfil · h2 blanques peó · d1 blanques alfil · f1 blanques torre · g1 blanques rei | a8 negres torre · b8 negres torre · d8 negres alfil · h8 negres rei · f7 negres peó · g7 negres peó · h7 negres alfil · a6 negres peó · c6 negres cavall · d6 negres peó · f6 negres cavall · h6 negres peó · c5 negres peó · d5 blanques cavall · f5 blanques peó · c4 blanques peó · e4 blanques peó · c3 blanques cavall · d3 blanques peó · a2 blanques torre · d2 blanques alfil · h2 blanques peó · d1 blanques alfil · f1 blanques torre · g1 blanques rei | a8 negres torre · b8 negres torre · d8 negres alfil · h8 negres rei · f7 negres peó · g7 negres peó · h7 negres alfil · a6 negres peó · c6 negres cavall · d6 negres peó · f6 negres cavall · h6 negres peó · c5 negres peó · d5 blanques cavall · f5 blanques peó · c4 blanques peó · e4 blanques peó · c3 blanques cavall · d3 blanques peó · a2 blanques torre · d2 blanques alfil · h2 blanques peó · d1 blanques alfil · f1 blanques torre · g1 blanques rei | 5 |
| 4 | a8 negres torre · b8 negres torre · d8 negres alfil · h8 negres rei · f7 negres peó · g7 negres peó · h7 negres alfil · a6 negres peó · c6 negres cavall · d6 negres peó · f6 negres cavall · h6 negres peó · c5 negres peó · d5 blanques cavall · f5 blanques peó · c4 blanques peó · e4 blanques peó · c3 blanques cavall · d3 blanques peó · a2 blanques torre · d2 blanques alfil · h2 blanques peó · d1 blanques alfil · f1 blanques torre · g1 blanques rei | a8 negres torre · b8 negres torre · d8 negres alfil · h8 negres rei · f7 negres peó · g7 negres peó · h7 negres alfil · a6 negres peó · c6 negres cavall · d6 negres peó · f6 negres cavall · h6 negres peó · c5 negres peó · d5 blanques cavall · f5 blanques peó · c4 blanques peó · e4 blanques peó · c3 blanques cavall · d3 blanques peó · a2 blanques torre · d2 blanques alfil · h2 blanques peó · d1 blanques alfil · f1 blanques torre · g1 blanques rei | a8 negres torre · b8 negres torre · d8 negres alfil · h8 negres rei · f7 negres peó · g7 negres peó · h7 negres alfil · a6 negres peó · c6 negres cavall · d6 negres peó · f6 negres cavall · h6 negres peó · c5 negres peó · d5 blanques cavall · f5 blanques peó · c4 blanques peó · e4 blanques peó · c3 blanques cavall · d3 blanques peó · a2 blanques torre · d2 blanques alfil · h2 blanques peó · d1 blanques alfil · f1 blanques torre · g1 blanques rei | a8 negres torre · b8 negres torre · d8 negres alfil · h8 negres rei · f7 negres peó · g7 negres peó · h7 negres alfil · a6 negres peó · c6 negres cavall · d6 negres peó · f6 negres cavall · h6 negres peó · c5 negres peó · d5 blanques cavall · f5 blanques peó · c4 blanques peó · e4 blanques peó · c3 blanques cavall · d3 blanques peó · a2 blanques torre · d2 blanques alfil · h2 blanques peó · d1 blanques alfil · f1 blanques torre · g1 blanques rei | a8 negres torre · b8 negres torre · d8 negres alfil · h8 negres rei · f7 negres peó · g7 negres peó · h7 negres alfil · a6 negres peó · c6 negres cavall · d6 negres peó · f6 negres cavall · h6 negres peó · c5 negres peó · d5 blanques cavall · f5 blanques peó · c4 blanques peó · e4 blanques peó · c3 blanques cavall · d3 blanques peó · a2 blanques torre · d2 blanques alfil · h2 blanques peó · d1 blanques alfil · f1 blanques torre · g1 blanques rei | a8 negres torre · b8 negres torre · d8 negres alfil · h8 negres rei · f7 negres peó · g7 negres peó · h7 negres alfil · a6 negres peó · c6 negres cavall · d6 negres peó · f6 negres cavall · h6 negres peó · c5 negres peó · d5 blanques cavall · f5 blanques peó · c4 blanques peó · e4 blanques peó · c3 blanques cavall · d3 blanques peó · a2 blanques torre · d2 blanques alfil · h2 blanques peó · d1 blanques alfil · f1 blanques torre · g1 blanques rei | a8 negres torre · b8 negres torre · d8 negres alfil · h8 negres rei · f7 negres peó · g7 negres peó · h7 negres alfil · a6 negres peó · c6 negres cavall · d6 negres peó · f6 negres cavall · h6 negres peó · c5 negres peó · d5 blanques cavall · f5 blanques peó · c4 blanques peó · e4 blanques peó · c3 blanques cavall · d3 blanques peó · a2 blanques torre · d2 blanques alfil · h2 blanques peó · d1 blanques alfil · f1 blanques torre · g1 blanques rei | a8 negres torre · b8 negres torre · d8 negres alfil · h8 negres rei · f7 negres peó · g7 negres peó · h7 negres alfil · a6 negres peó · c6 negres cavall · d6 negres peó · f6 negres cavall · h6 negres peó · c5 negres peó · d5 blanques cavall · f5 blanques peó · c4 blanques peó · e4 blanques peó · c3 blanques cavall · d3 blanques peó · a2 blanques torre · d2 blanques alfil · h2 blanques peó · d1 blanques alfil · f1 blanques torre · g1 blanques rei | 4 |
| 3 | a8 negres torre · b8 negres torre · d8 negres alfil · h8 negres rei · f7 negres peó · g7 negres peó · h7 negres alfil · a6 negres peó · c6 negres cavall · d6 negres peó · f6 negres cavall · h6 negres peó · c5 negres peó · d5 blanques cavall · f5 blanques peó · c4 blanques peó · e4 blanques peó · c3 blanques cavall · d3 blanques peó · a2 blanques torre · d2 blanques alfil · h2 blanques peó · d1 blanques alfil · f1 blanques torre · g1 blanques rei | a8 negres torre · b8 negres torre · d8 negres alfil · h8 negres rei · f7 negres peó · g7 negres peó · h7 negres alfil · a6 negres peó · c6 negres cavall · d6 negres peó · f6 negres cavall · h6 negres peó · c5 negres peó · d5 blanques cavall · f5 blanques peó · c4 blanques peó · e4 blanques peó · c3 blanques cavall · d3 blanques peó · a2 blanques torre · d2 blanques alfil · h2 blanques peó · d1 blanques alfil · f1 blanques torre · g1 blanques rei | a8 negres torre · b8 negres torre · d8 negres alfil · h8 negres rei · f7 negres peó · g7 negres peó · h7 negres alfil · a6 negres peó · c6 negres cavall · d6 negres peó · f6 negres cavall · h6 negres peó · c5 negres peó · d5 blanques cavall · f5 blanques peó · c4 blanques peó · e4 blanques peó · c3 blanques cavall · d3 blanques peó · a2 blanques torre · d2 blanques alfil · h2 blanques peó · d1 blanques alfil · f1 blanques torre · g1 blanques rei | a8 negres torre · b8 negres torre · d8 negres alfil · h8 negres rei · f7 negres peó · g7 negres peó · h7 negres alfil · a6 negres peó · c6 negres cavall · d6 negres peó · f6 negres cavall · h6 negres peó · c5 negres peó · d5 blanques cavall · f5 blanques peó · c4 blanques peó · e4 blanques peó · c3 blanques cavall · d3 blanques peó · a2 blanques torre · d2 blanques alfil · h2 blanques peó · d1 blanques alfil · f1 blanques torre · g1 blanques rei | a8 negres torre · b8 negres torre · d8 negres alfil · h8 negres rei · f7 negres peó · g7 negres peó · h7 negres alfil · a6 negres peó · c6 negres cavall · d6 negres peó · f6 negres cavall · h6 negres peó · c5 negres peó · d5 blanques cavall · f5 blanques peó · c4 blanques peó · e4 blanques peó · c3 blanques cavall · d3 blanques peó · a2 blanques torre · d2 blanques alfil · h2 blanques peó · d1 blanques alfil · f1 blanques torre · g1 blanques rei | a8 negres torre · b8 negres torre · d8 negres alfil · h8 negres rei · f7 negres peó · g7 negres peó · h7 negres alfil · a6 negres peó · c6 negres cavall · d6 negres peó · f6 negres cavall · h6 negres peó · c5 negres peó · d5 blanques cavall · f5 blanques peó · c4 blanques peó · e4 blanques peó · c3 blanques cavall · d3 blanques peó · a2 blanques torre · d2 blanques alfil · h2 blanques peó · d1 blanques alfil · f1 blanques torre · g1 blanques rei | a8 negres torre · b8 negres torre · d8 negres alfil · h8 negres rei · f7 negres peó · g7 negres peó · h7 negres alfil · a6 negres peó · c6 negres cavall · d6 negres peó · f6 negres cavall · h6 negres peó · c5 negres peó · d5 blanques cavall · f5 blanques peó · c4 blanques peó · e4 blanques peó · c3 blanques cavall · d3 blanques peó · a2 blanques torre · d2 blanques alfil · h2 blanques peó · d1 blanques alfil · f1 blanques torre · g1 blanques rei | a8 negres torre · b8 negres torre · d8 negres alfil · h8 negres rei · f7 negres peó · g7 negres peó · h7 negres alfil · a6 negres peó · c6 negres cavall · d6 negres peó · f6 negres cavall · h6 negres peó · c5 negres peó · d5 blanques cavall · f5 blanques peó · c4 blanques peó · e4 blanques peó · c3 blanques cavall · d3 blanques peó · a2 blanques torre · d2 blanques alfil · h2 blanques peó · d1 blanques alfil · f1 blanques torre · g1 blanques rei | 3 |
| 2 | a8 negres torre · b8 negres torre · d8 negres alfil · h8 negres rei · f7 negres peó · g7 negres peó · h7 negres alfil · a6 negres peó · c6 negres cavall · d6 negres peó · f6 negres cavall · h6 negres peó · c5 negres peó · d5 blanques cavall · f5 blanques peó · c4 blanques peó · e4 blanques peó · c3 blanques cavall · d3 blanques peó · a2 blanques torre · d2 blanques alfil · h2 blanques peó · d1 blanques alfil · f1 blanques torre · g1 blanques rei | a8 negres torre · b8 negres torre · d8 negres alfil · h8 negres rei · f7 negres peó · g7 negres peó · h7 negres alfil · a6 negres peó · c6 negres cavall · d6 negres peó · f6 negres cavall · h6 negres peó · c5 negres peó · d5 blanques cavall · f5 blanques peó · c4 blanques peó · e4 blanques peó · c3 blanques cavall · d3 blanques peó · a2 blanques torre · d2 blanques alfil · h2 blanques peó · d1 blanques alfil · f1 blanques torre · g1 blanques rei | a8 negres torre · b8 negres torre · d8 negres alfil · h8 negres rei · f7 negres peó · g7 negres peó · h7 negres alfil · a6 negres peó · c6 negres cavall · d6 negres peó · f6 negres cavall · h6 negres peó · c5 negres peó · d5 blanques cavall · f5 blanques peó · c4 blanques peó · e4 blanques peó · c3 blanques cavall · d3 blanques peó · a2 blanques torre · d2 blanques alfil · h2 blanques peó · d1 blanques alfil · f1 blanques torre · g1 blanques rei | a8 negres torre · b8 negres torre · d8 negres alfil · h8 negres rei · f7 negres peó · g7 negres peó · h7 negres alfil · a6 negres peó · c6 negres cavall · d6 negres peó · f6 negres cavall · h6 negres peó · c5 negres peó · d5 blanques cavall · f5 blanques peó · c4 blanques peó · e4 blanques peó · c3 blanques cavall · d3 blanques peó · a2 blanques torre · d2 blanques alfil · h2 blanques peó · d1 blanques alfil · f1 blanques torre · g1 blanques rei | a8 negres torre · b8 negres torre · d8 negres alfil · h8 negres rei · f7 negres peó · g7 negres peó · h7 negres alfil · a6 negres peó · c6 negres cavall · d6 negres peó · f6 negres cavall · h6 negres peó · c5 negres peó · d5 blanques cavall · f5 blanques peó · c4 blanques peó · e4 blanques peó · c3 blanques cavall · d3 blanques peó · a2 blanques torre · d2 blanques alfil · h2 blanques peó · d1 blanques alfil · f1 blanques torre · g1 blanques rei | a8 negres torre · b8 negres torre · d8 negres alfil · h8 negres rei · f7 negres peó · g7 negres peó · h7 negres alfil · a6 negres peó · c6 negres cavall · d6 negres peó · f6 negres cavall · h6 negres peó · c5 negres peó · d5 blanques cavall · f5 blanques peó · c4 blanques peó · e4 blanques peó · c3 blanques cavall · d3 blanques peó · a2 blanques torre · d2 blanques alfil · h2 blanques peó · d1 blanques alfil · f1 blanques torre · g1 blanques rei | a8 negres torre · b8 negres torre · d8 negres alfil · h8 negres rei · f7 negres peó · g7 negres peó · h7 negres alfil · a6 negres peó · c6 negres cavall · d6 negres peó · f6 negres cavall · h6 negres peó · c5 negres peó · d5 blanques cavall · f5 blanques peó · c4 blanques peó · e4 blanques peó · c3 blanques cavall · d3 blanques peó · a2 blanques torre · d2 blanques alfil · h2 blanques peó · d1 blanques alfil · f1 blanques torre · g1 blanques rei | a8 negres torre · b8 negres torre · d8 negres alfil · h8 negres rei · f7 negres peó · g7 negres peó · h7 negres alfil · a6 negres peó · c6 negres cavall · d6 negres peó · f6 negres cavall · h6 negres peó · c5 negres peó · d5 blanques cavall · f5 blanques peó · c4 blanques peó · e4 blanques peó · c3 blanques cavall · d3 blanques peó · a2 blanques torre · d2 blanques alfil · h2 blanques peó · d1 blanques alfil · f1 blanques torre · g1 blanques rei | 2 |
| 1 | a8 negres torre · b8 negres torre · d8 negres alfil · h8 negres rei · f7 negres peó · g7 negres peó · h7 negres alfil · a6 negres peó · c6 negres cavall · d6 negres peó · f6 negres cavall · h6 negres peó · c5 negres peó · d5 blanques cavall · f5 blanques peó · c4 blanques peó · e4 blanques peó · c3 blanques cavall · d3 blanques peó · a2 blanques torre · d2 blanques alfil · h2 blanques peó · d1 blanques alfil · f1 blanques torre · g1 blanques rei | a8 negres torre · b8 negres torre · d8 negres alfil · h8 negres rei · f7 negres peó · g7 negres peó · h7 negres alfil · a6 negres peó · c6 negres cavall · d6 negres peó · f6 negres cavall · h6 negres peó · c5 negres peó · d5 blanques cavall · f5 blanques peó · c4 blanques peó · e4 blanques peó · c3 blanques cavall · d3 blanques peó · a2 blanques torre · d2 blanques alfil · h2 blanques peó · d1 blanques alfil · f1 blanques torre · g1 blanques rei | a8 negres torre · b8 negres torre · d8 negres alfil · h8 negres rei · f7 negres peó · g7 negres peó · h7 negres alfil · a6 negres peó · c6 negres cavall · d6 negres peó · f6 negres cavall · h6 negres peó · c5 negres peó · d5 blanques cavall · f5 blanques peó · c4 blanques peó · e4 blanques peó · c3 blanques cavall · d3 blanques peó · a2 blanques torre · d2 blanques alfil · h2 blanques peó · d1 blanques alfil · f1 blanques torre · g1 blanques rei | a8 negres torre · b8 negres torre · d8 negres alfil · h8 negres rei · f7 negres peó · g7 negres peó · h7 negres alfil · a6 negres peó · c6 negres cavall · d6 negres peó · f6 negres cavall · h6 negres peó · c5 negres peó · d5 blanques cavall · f5 blanques peó · c4 blanques peó · e4 blanques peó · c3 blanques cavall · d3 blanques peó · a2 blanques torre · d2 blanques alfil · h2 blanques peó · d1 blanques alfil · f1 blanques torre · g1 blanques rei | a8 negres torre · b8 negres torre · d8 negres alfil · h8 negres rei · f7 negres peó · g7 negres peó · h7 negres alfil · a6 negres peó · c6 negres cavall · d6 negres peó · f6 negres cavall · h6 negres peó · c5 negres peó · d5 blanques cavall · f5 blanques peó · c4 blanques peó · e4 blanques peó · c3 blanques cavall · d3 blanques peó · a2 blanques torre · d2 blanques alfil · h2 blanques peó · d1 blanques alfil · f1 blanques torre · g1 blanques rei | a8 negres torre · b8 negres torre · d8 negres alfil · h8 negres rei · f7 negres peó · g7 negres peó · h7 negres alfil · a6 negres peó · c6 negres cavall · d6 negres peó · f6 negres cavall · h6 negres peó · c5 negres peó · d5 blanques cavall · f5 blanques peó · c4 blanques peó · e4 blanques peó · c3 blanques cavall · d3 blanques peó · a2 blanques torre · d2 blanques alfil · h2 blanques peó · d1 blanques alfil · f1 blanques torre · g1 blanques rei | a8 negres torre · b8 negres torre · d8 negres alfil · h8 negres rei · f7 negres peó · g7 negres peó · h7 negres alfil · a6 negres peó · c6 negres cavall · d6 negres peó · f6 negres cavall · h6 negres peó · c5 negres peó · d5 blanques cavall · f5 blanques peó · c4 blanques peó · e4 blanques peó · c3 blanques cavall · d3 blanques peó · a2 blanques torre · d2 blanques alfil · h2 blanques peó · d1 blanques alfil · f1 blanques torre · g1 blanques rei | a8 negres torre · b8 negres torre · d8 negres alfil · h8 negres rei · f7 negres peó · g7 negres peó · h7 negres alfil · a6 negres peó · c6 negres cavall · d6 negres peó · f6 negres cavall · h6 negres peó · c5 negres peó · d5 blanques cavall · f5 blanques peó · c4 blanques peó · e4 blanques peó · c3 blanques cavall · d3 blanques peó · a2 blanques torre · d2 blanques alfil · h2 blanques peó · d1 blanques alfil · f1 blanques torre · g1 blanques rei | 1 |
|   | a | b | c | d | e | f | g | h |   |

Garri Kaspàrov-Deep Blue, partida 3, maig del 1997 

1.d3 e5 2.Cf3 Cc6 3.c4 Cf6 4.a3 d6 5.Cc3 Ae7 6.g3 0-0 7.Ag2 Ae6 8.0-0 Dd7 9.Cg5 Af5 10.e4 Ag4 11.f3 Ah5 12.Ch3 Cd4 13.Cf2 h6 14.Ae3 c5 15.b4 b6 16.Tb1 Rh8 17.Tb2 a6 18.bxc5 bxc5 19.Ah3 Dc7 20.Ag4 Ag6 21.f4 exf4 22.gxf4 Da5 23.Ad2 Dxa3 24.Ta2 Db3 25.f5 Dxd1 26.Axd1 Ah7 27.Ch3 Tfb8 28.Cf4 Ad8 29.Cfd5 Cc6 (veure diagrama) 30.Af4 Ce5 31.Aa4 Cxd5 32.Cxd5 a5 33.Ab5 Ra7 34.Rg2 g5 35.Axe5+ dxe5 36.f6 Ag6 37.h4 gxh4 38.Rh3 Rg8 39.Rxh4 Rh7 40.Rg4 Ac7 41.Cxc7 Txc7 42.Txa5 Td8 43.Tf3 Rh8 44.Rh4 Rg8 45.Ta3 Rh8 46.Ta6 Rh7 47.Ta3 Rh8 48.Ta6 ½–½